# Dorel Vișan
Dorel Vișan (Tăușeni, 25 giugno 1937) è un attore e poeta rumeno, direttore del teatro "Lucian Blaga" di Cluj.
Ha interpretato oltre 40 ruoli teatrali, da Molière a Shakespeare, da Marivaux a Büchner, e nel cinema ha avuto oltre 50 ruoli in produzioni rumene e internazionali.

## Biografia
Dorel Vișan nel 1965 si è laureato all'Istituto di Teatro e Cinematografia "Ion Luca Caragiale" di Bucarest. Dopo la laurea è stato assunto come attore al Teatro Nazionale di Cluj.
È uno degli attori cinematografici più importanti in Romania e uno dei pochi che hanno raggiunto una solida reputazione europea. Nel 1974 ha debuttato sul grande schermo nella commedia Păcală, e quattro anni dopo è stato protagonista in Tra specchi paralleli, diretto da Mircea Veroiu . Nel 1987 è stato particolarmente apprezzato per la sua interpretazione nel film Iacob.
Nel 1985 Stere Gulea gli ha offerto il ruolo di Tudor Bălosu nel film I Moromete e nel 1995 Mircea Daneliuc gli ha offerto il ruolo principale  nel film Senatorul melcilor. Ha ricevuto il premio per la miglior interpretazione maschile al Festival internazionale del Cinema Mediterraneo di Montpellier.
Negli anni successivi, Dorel Vișan ha recitato nei film Il Magnate (2004) e Sistema nervoso (2005). Parallelamente alla sua attività artistica sul palcoscenico del teatro e nei film, è stato anche direttore del Teatro "Lucian Blaga" di Cluj, nonché professore presso l'Università Babeș-Bolyai nella stessa città.
Dorel Vișan ha sposato Maria Vișan il 30 dicembre 1964. Sono stati sposati per 29 anni, fino alla sua morte il 14 luglio 1993.

## Premi
- Premio per la migliore interpretazione maschile al Festival del cinema rumeno di Costinesti (1981)
- Miglior attore dell'anno (1987)
- Miglior interpretazione maschile per il ruolo nel film "Senatorul Melcilor" al Festival del Cinema Mediterraneo di Montpellier, Francia (1995)
- Premio di Eccellenza TIFF per il suo lavoro ininterrotto (2003).

## Attività letteraria
Nel 1995 ha avuto luogo il suo debutto letterario con le poesie contenute nella rivista Stella. Ha pubblicato 4 volumi. Il suo nome è stato incluso nelle antologie Poeti contemporanei del Cluj (1997) e Un bicchiere di luce.

### Volumi pubblicati
- Parlando con il Signore (1997)
- Il tempo delle ciliegie amare (1998)
- Peccati (2000)
- Salmi (2003)

## Filmografia
- Păcală (1974)
- Amori passati (1974)
- Le lacrime di una ragazza (1980)
- I Moromete (1987)
- La Quercia (1992)
- Senatorul melcilor - Il senatore delle lumache (1995)
- Too Late (1996)
- Occident (2002)